# Présumé innocent (série télévisée)
Pour les articles homonymes, voir Présumé Innocent (roman) et Présumé Innocent.
Présumé innocent (Presumed Innocent) est une mini-série américaine en huit épisodes créée par David E. Kelley et diffusée depuis le 12 juin 2024 sur Apple TV+.
La série suit le procureur de district adjoint principal du Comté de Cook (Illinois) Rožat "Rusty" Sabich qui est accusé du meurtre de sa collègue de travail, Carolyn Polhemus, une belle et brillante procureure associée.
Il s'agit de l'adaptation du roman du même titre de l'écrivain américain Scott Turow, publié en 1987. La série est la première adaptation télévisée du livre, après l'adaptation cinématographique de 1990 avec Harrison Ford et Brian Dennehy.

## Synopsis
Carolyn Polhemus est trouvée morte dans son appartement, victime d’un bondage qui aurait mal tourné. Au départ, Rusty Sabish mène l’enquête comme le veut sa fonction, mais tout s'embrouille quand son patron et ami, Raymond Horgan, perd sa réélection au poste de procureur de district et qu’on découvre Rusty a été l’amant de Carolyn. En outre, au cours de l'enquête, les patrons nouvellement élus au bureau du procureur de district, Nico Della Guardia et son bras droit Tommy Molto, décident que les preuves sont suffisantes pour accuser Sabich du meurtre. La poursuite judiciaire est confiée à Tommy Molto et le cauchemar de Rusty prend de l’ampleur. Accusé du meurtre et trainé en justice, Rusty appelle à l'aide Raymond Horgan pour le défendre assisté de la meilleure avocate de la région, Mya Winslow.
Au procès, l'accusation repose sur des preuves circonstancielles. Finalement, grâce à des enquêtes parallèles et des arguments convaincants de la défense, les jurés acquittent Sabich par manque de preuves concrètes.
Après le procès, la relation de Rusty avec Barbara se détériore encore. Ils découvrent ensemble que leur fille Jaden est en réalité la meurtrière de Carolyn. Rusty dévoile qu'il est revenu sur les lieux peu après le crime et, pensant sa femme coupable, a maquillé la scène.

## Distribution
Sauf indication contraire, les informations mentionnées dans cette section peuvent être confirmées par les bases de données cinématographiques IMDb et Allociné,  présentes dans la section « Liens externes ».

### Acteurs principaux
- Jake Gyllenhaal (VF : Rémi Bichet) : Rusty Sabich
- Ruth Negga (VF : Nathalie Karsenti) : Barbara Sabich
- Bill Camp (VF : Stéphane Bazin) : Raymond Horgan
- O. T. Fagbenle (VF : Gilles Morvan) : Nico Della Guardia
- Chase Infiniti (VF : Alice Orsat) : Jaden Sabich
- Nana Mensah (en) (VF : Annie Milon) : l'inspectrice Alana « Rigo » Rodriguez
- Renate Reinsve (VF : Julia Boutteville) : Carolyn Polhemus
- Peter Sarsgaard (VF : Guillaume Lebon) : Tommy Molto
- Kingston Rumi Southwick (VF : Simon Koukissa-Barney) : Kyle Sabich
- Elizabeth Marvel (VF : Armelle Gallaud) : Lorraine Horgan

### Acteurs secondaires
- Lily Rabe (VF : Juliette Poissonnier) : Dr Liz Rush
- James Hiroyuki Liao : Dr Herbert Kumagai
- Virginia Kull (en) (VF : Claire Beaudoin) : Eugenia
- Matthew Alan : Dalton Caldwell
- Tate Birchmore : Michael Caldwell
- Noma Dumezweni (VF : Virginie Emane) : la juge Lyttle
- Gabby Beans (en) : Mya

### Invités
- Mark Harelik : Liam Reynolds
- Rosanna Arquette : Kate
- Sarunas J. Jackson : Clifton
- Marco Rodríguez (en) : Brian Ratzer
- Mary Lynn Rajskub : témoin au procès

 Source et légende : version française (VF) sur RS Doublage et cartons du doublage français.

## Production
En février 2022, il a été annoncé que l’Apple TV+ avait commandé une adaptation en série du roman de Scott Turow Presumed Innocent créée par David E. Kelley également produit aux côtés de Dustin Thomason, J.J. Abrams, Ben Stephenson et Matthew Tinker. Kelley a également été choisi comme showrunner. En décembre, Jake Gyllenhaal a entamé des négociations pour devenir acteur et producteur exécutif. Il sera confirmé en janvier 2023, avec Ruth Negga, Bill Camp et Elizabeth Marvel. Greg Yaitanes et Anne Sewitsky ont été embauchés pour la réalisation,. En février, des acteurs supplémentaires ont été choisis, dont Renate Reinsve, Peter Sarsgaard, O-T Fagbenle, Lily Rabe et Nana Mensah,. Noma Dumezweni, Gabby Beans et Sarunas J. Jackson ont rejoint le casting en mars.
Le tournage a commencé en février 2023 à Pasadena, en Californie.
Le 12 juillet 2024, Apple TV+ renouvelle la série pour une deuxième saison.

## Épisodes
Saison 1
1. Bases pleines (Bases Loaded)
2. L'affaire Rozat Sabich (People vs. Rozat Sabich)
3. Découverte (Discovery)
4. Les preuves (The Burden)
5. L'avant-match (Pregame)
6. Les faits (The Elements)
7. Le témoin (The Witness)
8. Le verdict (The Verdict)

## Accueil critique
Le site Web d'agrégation de critiques Rotten Tomatoes a rapporté un taux d’approbation de 76% avec une note moyenne de 7/10, basé sur 68 critiques. Le consensus des critiques du site web dit, "Animé par un ensemble exceptionnel, Presumed Innocent n’est pas capable de surpasser le film original mais s’acquitte bien comme un drame divertissant dans une salle d’audience".
Metacritic, qui utilise une moyenne pondérée, a attribué une note de 64 sur 100 de 33 critiques, indiquant "des critiques généralement favorables".
Sur le site français Allociné, la première saison a reçu une note de 4⁄5 basée sur 336 notes.

## Distinctions

### Nominations
- Golden Globes 2025 : Meilleur acteur dans une série télévisée dramatique pour Jake Gyllenhaal